# La prima notte (film 1959)
La prima notte è un film del 1959 diretto da Alberto Cavalcanti.
Il soggetto è tratto dal romanzo Les Noces Vénitiennes (Le nozze veneziane) di Abel Hermant.
Fra gli interpreti figurano Vittorio De Sica e Claudia Cardinale, mentre come aiuto regista vengono accreditati Leopoldo Savona e un giovane Tinto Brass.

## Trama
Il noto barista veneziano Alfredo è in realtà un organizzatore di un traffico di dipinti falsi; suo complice è il giovane falsario Gérard.
Quando a Venezia arriva l'avvenente Isabelle, una ricchissima avventuriera parigina, Alfredo non si fa scappare l'occasione: le fa credere che il bel giovane lì conosciuto sia un ricco sceicco arabo, ma altri non è che Gérard, pronto a sottrarle i magnifici gioielli che la donna si porta dietro.

## Distribuzione
In Italia venne distribuito dalla Variety Film il 27 febbraio 1959; in Francia il 29 aprile dello stesso anno.

### Edizione italiana

#### Censura
La censura italiana fece:
- Eliminare la scena nella quale appaiono due agenti della polizia stradale.
- Ridurre notevolmente la scena dell'austriaco che entra in casa di Angelica, da questa ivi condotto.
- Cambiare il testo della battuta con la quale il professore vuole avere un appuntamento, nonché la scena in cui egli tenta approcci.[1]

## Accoglienza

### Incassi
Il film incassò nei botteghini italiani 81.500.000 lire.

### Critica
(Leo Pestelli, La Stampa, 19 giugno 1959)
(G.T., Index de la Cinématographie Française, 1959)